# Stanisław Skowron (biolog)
Stanisław Teofil Skowron (ur. 27 kwietnia 1900 w Łoniowie, zm. 28 maja 1976 w Krakowie) – polski biolog i embriolog, popularyzator nauki.

## Życiorys
Studiował biologię na Uniwersytecie Jagiellońskim w latach 1918–1923, w 1923 r. otrzymał stopień naukowy doktora. Był asystentem w zakładzie anatomii u Henryka Ferdynanda Hoyera i w zakładzie biologii i embriologii u Emila Godlewskiego. Wyjeżdżał za granicę dzięki przyznanemu mu stypendium Fundacji Rockefellera. W 1928 r. habilitował się.
Podczas II wojny światowej dostał się do niewoli niemieckiej (Sonderaktion Krakau), był więziony w obozach Sachsenhausen i Dachau.
Od 1945 do 1947 r. był zastępcą profesora na Uniwersytecie Jagiellońskim, od 1947 do 1954 r. profesor nadzwyczajny i kierownik Zakładu Biologii i Embriologii UJ. Był organizatorem i kierownikiem Zakładu Zoologii Doświadczalnej PAN.

Przed II wojną światową Skowron był zwolennikiem eugeniki; postulował wprowadzenie przymusowej sterylizacji więźniów i chorych psychicznie. Po 1945 r. odrzucał osiągnięcia zachodniej genetyki, stając się jednym z czołowych polskich zwolenników i propagatorów łysenkizmu. W 1952 r. został członkiem korespondentem PAN. W 1955 r. otrzymał Nagrodę Państwową II stopnia za prace nad regeneracją tkanki.

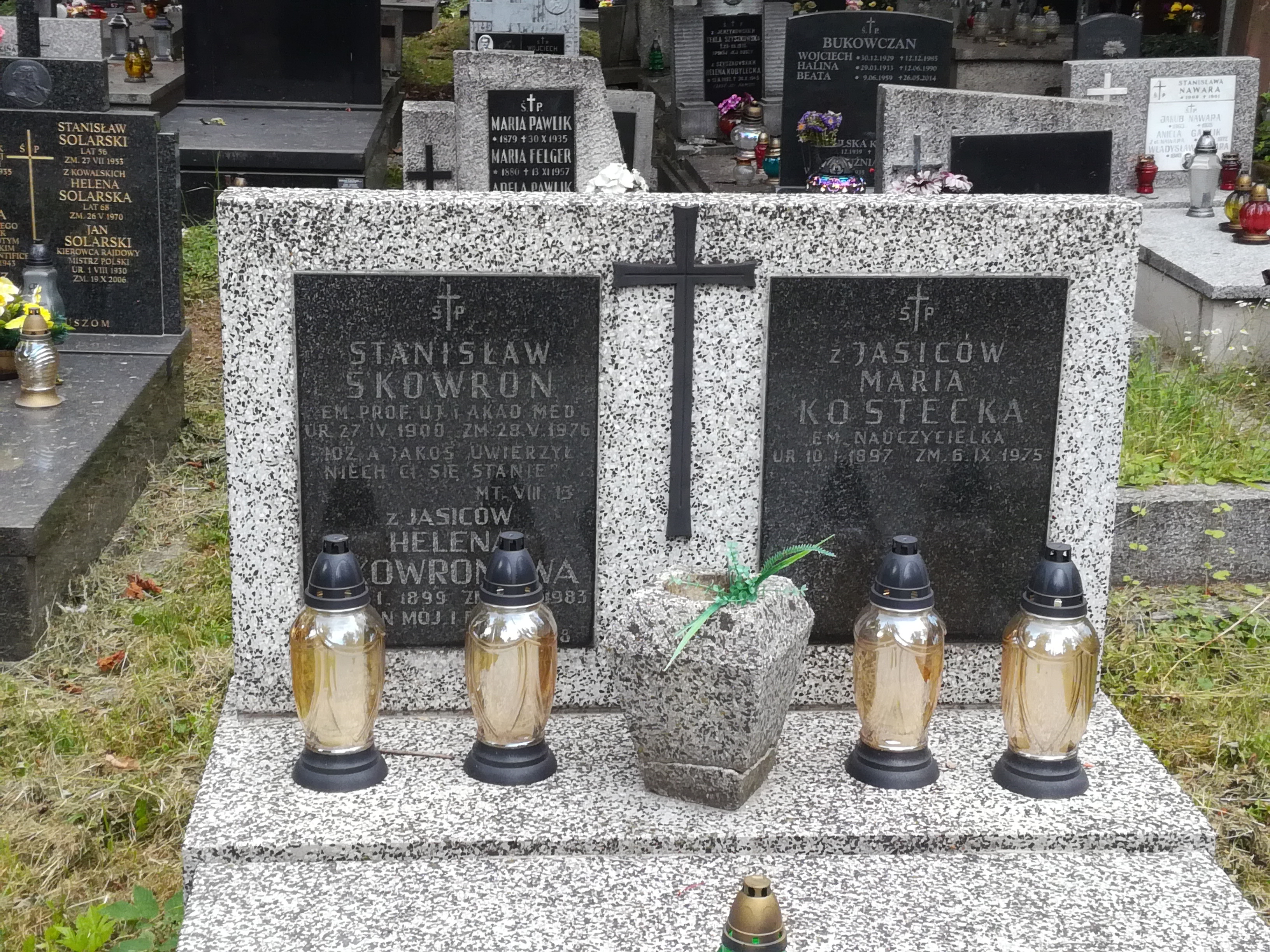
Grób prof. Stanisława Skowrona na cmentarzu Rakowickim w Krakowie

Opublikował m.in. Biologiczna szkoła krakowska (tom 182 serii wydawniczej Omega, 1970).
Od 1923 r. był mężem Heleny z Jasiców (1899–1983).
Zmarł w Krakowie, spoczywa obok żony na cmentarzu Rakowickim (kwatera GD-wsch-12).

## Odznaczenia
- Medal 10-lecia Polski Ludowej (14 stycznia 1955)[8]
- Złota Odznaka „Za Pracę Społeczną dla miasta Krakowa” (27 października 1969)[9]